# Mitte-rechts
Der Begriff Mitte-rechts bezieht sich auf die politische Verortung politischer Inhalte oder politischer Akteure (Bündnisse, Parteien, Einzelpersonen, Gruppen). Diese Verortung basiert dabei auf der Annahme, dass die politischen Akteure in ein Links-rechts-Spektrum eingeordnet werden können.
Der Begriff Mitte-rechts kann dabei zum einen die Verortung eines einzelnen Akteurs in diesem Spektrum bezeichnen. Zum anderen kann Mitte-rechts auch ein Bündnis von Politikern oder Parteien bezeichnen, die verschiedenen Positionen in dem Spektrum zugeordnet werden. Im zweiten Fall ist Mitte-rechts die Kurzbezeichnung für ein politisches Bündnis von zwei oder mehr Parlamentsparteien aus der „Mitte“ und dem „rechten“ Teil des Parteienspektrums.

## Beispiele
Als Mitte-rechts werden in der Regel konservative, christdemokratische, aber auch neoliberale Parteien bezeichnet. In Deutschland wird das Mitte-rechts-Spektrum vor allem durch die CDU und je nach Definition auch durch die FDP vertreten.